# Chinese Basketball Association 2014-15
La Chinese Basketball Association 2014-15 fue la vigésima edición de la CBA, la primera división del baloncesto profesional de China. Los campeones fueron los Beijing Ducks, que lograba su tercer título, derrotando en las finales a los Liaoning Flying Leopards.

## Política de jugadores extranjeros
Todos los equipos a excepción de los Bayi Rockets tenían la opción de contar con dos jugadores extranjeros. Los últimos cuatro de la temporada anterior (a excepción de Bayi) pudieron contratar además un jugador extra asiático.

### Lista de jugadores extranjeros
| Equipo                      | Jugador 1         | Jugador 2           | Jugador de Asia |
| --------------------------- | ----------------- | ------------------- | --------------- |
| Bayi Rockets                | -                 | -                   | -               |
| Beijing Ducks               | Stephon Marbury   | Randolph Morris     | -               |
| Chongqing Fly Dragons       | Willie Warren     | J'mison Morgan      | Arsalan Kazemi  |
| Dongguan Leopards           | Bobby Brown       | Ike Diogu           | -               |
| Foshan Long-Lions           | Josh Akognon      | Viacheslav Kravtsov | Fadi El Khatib  |
| Fujian Sturgeons            | John Lucas III    | D. J. White         | -               |
| Guangdong Southern Tigers   | Will Bynum        | Emmanuel Mudiay     | -               |
| Jiangsu Dragons             | Toney Douglas     | Arnett Moultrie     | -               |
| Jiangsu Tongxi Monkey Kings | Brandon Costner   | Will McDonald       | Mehdi Kamrani   |
| Jilin Northeast Tigers      | Dominique Jones   | Denzel Bowles       | Michel Madanly  |
| Liaoning Flying Leopards    | Lester Hudson     | Deon Thompson       | -               |
| Qingdao Eagles              | Justin Dentmon    | Mike Harris         | Hamed Haddadi   |
| Shandong Golden Stars       | Eugene Jeter      | Earl Clark          | -               |
| Shanghai Sharks             | Michael Beasley   | Bernard James       | -               |
| Shanxi Brave Dragons        | Von Wafer         | Jeremy Tyler        | Zaid Abbas      |
| Sichuan Blue Whales         | Michael Efevberha | Daniel Orton        | -               |
| Tianjin Gold Lions          | Dwight Buycks     | Shelden Williams    | -               |
| Xinjiang Flying Tigers      | Sebastian Telfair | Andray Blatche      | -               |
| Zhejiang Golden Bulls       | Errick McCollum   | Charles Gaines      | -               |
| Zhejiang Guangsha Lions     | Kevin Murphy      | Eli Holman          | -               |

## Temporada regular
| #  | Temporada 2014–15 de la CBA | Temporada 2014–15 de la CBA | Temporada 2014–15 de la CBA | Temporada 2014–15 de la CBA | Temporada 2014–15 de la CBA | Temporada 2014–15 de la CBA                 |
| #  | Equipo                      | G                           | P                           | %                           | Pts                         | Desempate                                   |
| -- | --------------------------- | --------------------------- | --------------------------- | --------------------------- | --------------------------- | ------------------------------------------- |
| 1  | Guangdong Southern Tigers   | 34                          | 4                           | .895                        | 72                          |                                             |
| 2  | Liaoning Flying Leopards    | 33                          | 5                           | .868                        | 71                          |                                             |
| 3  | Qingdao Eagles              | 28                          | 10                          | .737                        | 66                          |                                             |
| 4  | Beijing Ducks               | 27                          | 11                          | .711                        | 65                          | BJ 4-2 JL 3-3 SX 3-3 (JL 253-214 SX) ZJ 2-4 |
| 5  | Jilin Northeast Tigers      | 27                          | 11                          | .711                        | 65                          | BJ 4-2 JL 3-3 SX 3-3 (JL 253-214 SX) ZJ 2-4 |
| 6  | Shanxi Brave Dragons        | 27                          | 11                          | .711                        | 65                          | BJ 4-2 JL 3-3 SX 3-3 (JL 253-214 SX) ZJ 2-4 |
| 7  | Zhejiang Guangsha Lions     | 27                          | 11                          | .711                        | 65                          | BJ 4-2 JL 3-3 SX 3-3 (JL 253-214 SX) ZJ 2-4 |
| 8  | Dongguan Leopards           | 25                          | 13                          | .658                        | 63                          | DG 2-0 XJ                                   |
| 9  | Xinjiang Flying Tigers      | 25                          | 13                          | .658                        | 63                          | DG 2-0 XJ                                   |
| 10 | Foshan Long-Lions           | 18                          | 20                          | .474                        | 56                          | FS 2-0 SD                                   |
| 11 | Shandong Golden Stars       | 18                          | 20                          | .474                        | 56                          | FS 2-0 SD                                   |
| 12 | Shanghai Sharks             | 17                          | 21                          | .447                        | 55                          |                                             |
| 13 | Tianjin Gold Lions          | 13                          | 25                          | .342                        | 51                          |                                             |
| 14 | Jiangsu Dragons             | 11                          | 27                          | .289                        | 49                          | JS 1-1(222-221) ZJ                          |
| 15 | Zhejiang Golden Bulls       | 11                          | 27                          | .289                        | 49                          | JS 1-1(222-221) ZJ                          |
| 16 | Fujian Sturgeons            | 10                          | 28                          | .263                        | 48                          | FJ 1-1(249-247) JS                          |
| 17 | Jiangsu Tongxi Monkey Kings | 10                          | 28                          | .263                        | 48                          | FJ 1-1(249-247) JS                          |
| 18 | Sichuan Blue Whales         | 8                           | 30                          | .211                        | 46                          |                                             |
| 19 | Bayi Rockets                | 7                           | 31                          | .184                        | 45                          |                                             |
| 20 | Chongqing Fly Dragons       | 4                           | 34                          | .105                        | 42                          |                                             |

|  | Los 8 primeros acceden a los Playoffs |

## Playoffs
|  | Cuartos de final | Cuartos de final          | Cuartos de final |                          |   | Semifinales               | Semifinales   | Semifinales   |  |   | Finales       | Finales       | Finales       |  |
|  | Al mejor de 5    | Al mejor de 5             | Al mejor de 5    |                          |   | Al mejor de 5             | Al mejor de 5 | Al mejor de 5 |  |   | Al mejor de 7 | Al mejor de 7 | Al mejor de 7 |  |
|  |                  |                           |                  |                          |   |                           |               |               |  |   |               |               |               |  |
|  |                  |                           |                  |                          |   |                           |               |               |  |   |               |               |               |  |
|  | 1                | Guangdong Southern Tigers | 3                |                          |   |                           |               |               |  |   |               |               |               |  |
|  | 1                | Guangdong Southern Tigers | 3                |                          |   |                           |               |               |  |   |               |               |               |  |
|  | 8                | Dongguan Leopards         | 1                |                          |   |                           |               |               |  |   |               |               |               |  |
|  | 8                | Dongguan Leopards         | 1                |                          | 1 | Guangdong Southern Tigers | 1             |               |  |   |               |               |               |  |
|  |                  |                           |                  |                          | 1 | Guangdong Southern Tigers | 1             |               |  |   |               |               |               |  |
|  |                  |                           | 4                | Beijing Ducks            | 3 |                           |               |               |  |   |               |               |               |  |
|  | 4                | Beijing Ducks             | 4                | Beijing Ducks            | 3 | 3                         |               |               |  |   |               |               |               |  |
|  | 4                | Beijing Ducks             |                  |                          |   |                           |               |               |  |   |               |               |               |  |
|  | 5                | Jilin Northeast Tigers    | 0                |                          |   |                           |               |               |  |   |               |               |               |  |
|  | 5                | Jilin Northeast Tigers    | 0                |                          |   |                           |               |               |  | 4 | Beijing Ducks | 4             |               |  |
|  |                  |                           |                  |                          |   |                           |               |               |  | 4 | Beijing Ducks | 4             |               |  |
|  |                  |                           | 2                | Liaoning Flying Leopards | 2 |                           |               |               |  |   |               |               |               |  |
|  | 2                | Liaoning Flying Leopards  | 2                | Liaoning Flying Leopards | 2 | 3                         |               |               |  |   |               |               |               |  |
|  | 2                | Liaoning Flying Leopards  |                  |                          |   |                           |               |               |  |   |               |               |               |  |
|  | 7                | Zhejiang Lions            | 0                |                          |   |                           |               |               |  |   |               |               |               |  |
|  | 7                | Zhejiang Lions            | 0                |                          | 2 | Liaoning Flying Leopards  | 3             |               |  |   |               |               |               |  |
|  |                  |                           |                  |                          | 2 | Liaoning Flying Leopards  | 3             |               |  |   |               |               |               |  |
|  |                  |                           | 3                | Qingdao Eagles           | 0 |                           |               |               |  |   |               |               |               |  |
|  | 3                | Qingdao Eagles            | 3                | Qingdao Eagles           | 0 | 3                         |               |               |  |   |               |               |               |  |
|  | 3                | Qingdao Eagles            |                  |                          |   |                           |               |               |  |   |               |               |               |  |
|  | 6                | Shanxi Brave Dragons      | 0                |                          |   |                           |               |               |  |   |               |               |               |  |
|  | 6                | Shanxi Brave Dragons      | 0                |                          |   |                           |               |               |  |   |               |               |               |  |
|  |                  |                           |                  |                          |   |                           |               |               |  |   |               |               |               |  |

Negrita Ganador de la serie
Cursiva Equipo con ventaja de cancha

## Primera ronda

### (1) Guangdong Southern Tigers vs. (8) Dongguan Leopards
| 6 de febrero | Guangdong Southern Tigers                              | 116–117                               | Dongguan Leopards                                    |                                                                                       |  |
| 7:35 p. m.   | Parciales: 32-27, 32-23, 30-36, 22-31                  | Parciales: 32-27, 32-23, 30-36, 22-31 | Parciales: 32-27, 32-23, 30-36, 22-31                |                                                                                       |  |
|              | Estadísticas Will Bynum 30 Jeff Adrien 18 Will Bynum 9 | Reporte Pts Reb Asts                  | Estadísticas Ike Diogu 46 Ike Diogu 13 Bobby Brown 9 | Pabellón: Dalang Arena, Guangdong Árbitros: Song Yanping, Jiang Zhiyuan, Cui Xiongzhe |  |

| 8 de febrero | Dongguan Leopards                                     | 89–112                                | Guangdong Southern Tigers                                                      | |  |
| 7:35 p. m.   | Parciales: 15-28, 23-32, 29-27, 22-25                 | Parciales: 15-28, 23-32, 29-27, 22-25 | Parciales: 15-28, 23-32, 29-27, 22-25                                          | |  |
|              | Estadísticas Bobby Brown 31 Ike Diogu 9 Bobby Brown 2 | Reporte Pts Reb Asts                  | Estadísticas Yi Jianlian 34 Jeff Adrien, Yi Jianlian 11 cada uno Will Bynum 11 | Pabellón: Dongguan Basketball Center, Guangdong Árbitros: Yan Yudong, Wang Xiaochun, Jiang Tongbiao |  |

| 10 de febrero | Dongguan Leopards                                     | 97–114                                | Guangdong Southern Tigers                               |                                                 |  |
| 7:35 p. m.    | Parciales: 24-38, 32-21, 22-23, 19-32                 | Parciales: 24-38, 32-21, 22-23, 19-32 | Parciales: 24-38, 32-21, 22-23, 19-32                   |                                                 |  |
|               | Estadísticas Bobby Brown 25 Ike Diogu 7 Luo Hanchen 3 | Reporte Pts Reb Asts                  | Estadísticas Yi Jianlian 28 Yi Jianlian 12 Will Bynum 8 | Pabellón: Dongguan Basketball Center, Guangdong |  |

| 12 de febrero                 | Guangdong Southern Tigers                               | 102–89                                | Dongguan Leopards                                    |                                   |  |  |
| 7:35 p. m.                    | Parciales: 29-18, 24-28, 24-21, 25-22                   | Parciales: 29-18, 24-28, 24-21, 25-22 | Parciales: 29-18, 24-28, 24-21, 25-22                |                                   |  |  |
|                               | Estadísticas Yi Jianlian 26 Yi Jianlian 17 Will Bynum 5 | Reporte Pts Reb Asts                  | Estadísticas Ike Diogu 28 Ike Diogu 14 Bobby Brown 5 | Pabellón: Dalang Arena, Guangdong |  |  |
| Guangdong gana las series 3–1 |                                                         |                                       |                                                      |                                   |  |  |
|                               |                                                         |                                       |                                                      |                                   |  |  |

### (2) Liaoning Flying Leopards vs. (7) Zhejiang Lions
| 7 de febrero | Liaoning Flying Leopards                                       | 100–92                                | Zhejiang Lions                                        |                                                                                     |  |
| 8:05 p. m.   | Parciales: 23-23, 29-35, 26-19, 22-15                          | Parciales: 23-23, 29-35, 26-19, 22-15 | Parciales: 23-23, 29-35, 26-19, 22-15                 |                                                                                     |  |
|              | Estadísticas Deon Thompson 29 Deon Thompson 14 Lester Hudson 7 | Reporte Pts Reb Asts                  | Estadísticas Wang Zheng 18 Eli Holman 16 Eli Holman 9 | Pabellón: Hangzhou Gymnasium, Zhejiang Árbitros: Xia Chun, Du Xiyuan, Yang Hongfeng |  |

| 9 de febrero | Zhejiang Lions                                                                  | 105–121                               | Liaoning Flying Leopards                                   |                                                                                 |  |
| 7:35 p. m.   | Parciales: 28-25, 17-37, 35-32, 25-27                                           | Parciales: 28-25, 17-37, 35-32, 25-27 | Parciales: 28-25, 17-37, 35-32, 25-27                      |                                                                                 |  |
|              | Estadísticas Eli Holman 29 Eli Holman 15 Lin Chih-chieh, Zhao Dapeng 6 cada uno | Reporte Pts Reb Asts                  | Estadísticas Lester Hudson 36 Han Dejun 8 Lester Hudson 10 | Pabellón: Benxi Gymnasium, Liaoning Árbitros: Wen Keming, Duan Zhu, He Jingzhou |  |

| 11 de febrero                | Zhejiang Lions                                         | 112–120                                            | Liaoning Flying Leopards                                        |                                     |  |  |
| 7:30 p. m.                   | Parciales: 18-26, 22-27, 34-30, 29-20 (T.E.: 9–17)     | Parciales: 18-26, 22-27, 34-30, 29-20 (T.E.: 9–17) | Parciales: 18-26, 22-27, 34-30, 29-20 (T.E.: 9–17)              |                                     |  |  |
|                              | Estadísticas Eli Holman 24 Eli Holman 15 Zhao Dapeng 6 | Reporte Pts Reb Asts                               | Estadísticas Lester Hudson 40 Lester Hudson 15 Lester Hudson 13 | Pabellón: Benxi Gymnasium, Liaoning |  |  |
| Liaoning gana las series 3–0 |                                                        |                                                    |                                                                 |                                     |  |  |
|                              |                                                        |                                                    |                                                                 |                                     |  |  |

### (3) Qingdao Eagles vs. (6) Shanxi Brave Dragons
| 6 de febrero | Qingdao Eagles                                               | 115–113                               | Shanxi Brave Dragons                                  |                                                                                       |  |
| 7:35 p. m.   | Parciales: 23-26, 26-46, 30-20, 36-21                        | Parciales: 23-26, 26-46, 30-20, 36-21 | Parciales: 23-26, 26-46, 30-20, 36-21                 |                                                                                       |  |
|              | Estadísticas Mike Harris 42 Hamed Haddadi 15 Hamed Haddadi 8 | Reporte Pts Reb Asts                  | Estadísticas Von Wafer 37 Jeremy Tyler 12 Von Wafer 7 | Pabellón: Shanxi Sports Center, Shanxi Árbitros: Qiao Longsheng, Wen Keming, Duan Zhu |  |

| 9 de febrero | Shanxi Brave Dragons                                  | 101–118                               | Qingdao Eagles                                                  |                                                                                   |  |
| 7:35 p. m.   | Parciales: 17-25, 38-32, 22-32, 24-29                 | Parciales: 17-25, 38-32, 22-32, 24-29 | Parciales: 17-25, 38-32, 22-32, 24-29                           |                                                                                   |  |
|              | Estadísticas Von Wafer 38 Jeremy Tyler 7 Zaid Abbas 2 | Reporte Pts Reb Asts                  | Estadísticas Hamed Haddadi 39 Hamed Haddadi 13 Justin Dentmon 5 | Pabellón: Guoxin Gymnasium, Qingdao Árbitros: Xia Chun, Du Xiyuan, Yang Xiaoguang |  |

| 11 de febrero               | Shanxi Brave Dragons                                                             | 96–108                                | Qingdao Eagles                                      |                                     |  |  |
| 7:30 p. m.                  | Parciales: 25-30, 22-37, 20-22, 29-19                                            | Parciales: 25-30, 22-37, 20-22, 29-19 | Parciales: 25-30, 22-37, 20-22, 29-19               |                                     |  |  |
|                             | Estadísticas Von Wafer 23 Zaid Abbas 8 Von Wafer, Zaid Abbas, Luo Zhi 2 cada uno | Pts Reb Asts                          | Estadísticas Mike Harris 22 Mike Harris 17 Li Tao 5 | Pabellón: Guoxin Gymnasium, Qingdao |  |  |
| Qingdao gana las series 3–0 |                                                                                  |                                       |                                                     |                                     |  |  |
|                             |                                                                                  |                                       |                                                     |                                     |  |  |

### (4) Beijing Ducks vs. (5) Jilin Northeast Tigers
| 6 de febrero | Beijing Ducks                                                | 128–119                               | Jilin Northeast Tigers                                            |                                                                                       |  |
| 7:35 p. m.   | Parciales: 29-33, 40-30, 27-23, 32-33                        | Parciales: 29-33, 40-30, 27-23, 32-33 | Parciales: 29-33, 40-30, 27-23, 32-33                             |                                                                                       |  |
|              | Estadísticas Li Gen 28 Randolph Morris 18 Stephon Marbury 13 | Reporte Pts Reb Asts                  | Estadísticas Dominique Jones 40 Zhong Cheng 14 Dominique Jones 15 | Pabellón: Changchun Gymnasium, Jilin Árbitros: Yang Maogong, Liang Bin, Song Xiaojing |  |

| 8 de febrero | Jilin Northeast Tigers                                            | 92–111                                | Beijing Ducks                                                                   |                                                                          |  |
| 7:35 p. m.   | Parciales: 24-25, 18-34, 30-23, 20-29                             | Parciales: 24-25, 18-34, 30-23, 20-29 | Parciales: 24-25, 18-34, 30-23, 20-29                                           |                                                                          |  |
|              | Estadísticas Dominique Jones 32 Zhong Cheng 10 Dominique Jones 10 | Reporte Pts Reb Asts                  | Estadísticas Randolph Morris 31 Randolph Morris, Zhu Yanxi 10 cada uno Li Gen 6 | Pabellón: MasterCard Center, Beijing Árbitros: Ban Qi, Wang Mei, Yan Jun |  |

| 10 de febrero               | Jilin Northeast Tigers                                                     | 95–137                                | Beijing Ducks                                       |                                      |  |  |
| 7:35 p. m.                  | Parciales: 28-41, 22-31, 21-32, 24-33                                      | Parciales: 28-41, 22-31, 21-32, 24-33 | Parciales: 28-41, 22-31, 21-32, 24-33               |                                      |  |  |
|                             | Estadísticas D.Jones, D.Bowles 22 cada uno Zhong Cheng 7 Dominique Jones 3 | Reporte Pts Reb Asts                  | Estadísticas Li Gen 23 Morris 14 Stephon Marbury 10 | Pabellón: MasterCard Center, Beijing |  |  |
| Beijing gana las series 3–0 |                                                                            |                                       |                                                     |                                      |  |  |
|                             |                                                                            |                                       |                                                     |                                      |  |  |

## Semifinales

### (1) Guangdong Southern Tigers vs. (4) Beijing Ducks
| 25 de febrero | Guangdong Southern Tigers                               | 108– 114                              | Beijing Ducks                                               |                                                                             |  |
| 7:35 p. m.    | Parciales: 24-34, 35-22, 23-27, 26-31                   | Parciales: 24-34, 35-22, 23-27, 26-31 | Parciales: 24-34, 35-22, 23-27, 26-31                       |                                                                             |  |
|               | Estadísticas Yi Jianlian 36 Yi Jianlian 16 Will Bynum 3 | Reporte Pts Reb Asts                  | Estadísticas Randolph Morris 26 Randolph Morris 9 Sun Yue 7 | Pabellón: MasterCard Center, Beijing Árbitros: Wang Junzhi, Wang Mei, Hu Ji |  |

| 27 de febrero | Beijing Ducks                                              | 103–96                                | Guangdong Southern Tigers                                                   |                                                 |  |
| 7:35 p. m.    | Parciales: 24-18, 28-25, 24-29, 27-24                      | Parciales: 24-18, 28-25, 24-29, 27-24 | Parciales: 24-18, 28-25, 24-29, 27-24                                       |                                                 |  |
|               | Estadísticas Li Gen 27 Zhai Xiaochuan 10 Stephon Marbury 6 | Reporte Pts Reb Asts                  | Estadísticas Will Bynum 32 Yi Jianlian 17 Will Bynum, Zhu Fangyu 3 cada uno | Pabellón: Dongguan Basketball Center, Guangdong |  |

| 1 de marzo | Beijing Ducks                                                        | 99–110                                | Guangdong Southern Tigers                                                       |                                                 |  |
| 7:35 p. m. | Parciales: 19-26, 19-35, 35-28, 26-21                                | Parciales: 19-26, 19-35, 35-28, 26-21 | Parciales: 19-26, 19-35, 35-28, 26-21                                           |                                                 |  |
|            | Estadísticas Randolph Morris 27 Randolph Morris 11 Stephon Marbury 9 | Reporte Pts Reb Asts                  | Estadísticas Zhou Peng, Emmanuel Mudiay 24 cada uno Yi Jianlian 15 Will Bynum 9 | Pabellón: Dongguan Basketball Center, Guangdong |  |

| 3 de marzo                   | Guangdong Southern Tigers                                    | 105–107                                            | Beijing Ducks                                                                      |                                      |  |  |
| 7:35 p. m.                   | Parciales: 22-23, 18-28, 26-24, 30-21 (T.E.: 9-11)           | Parciales: 22-23, 18-28, 26-24, 30-21 (T.E.: 9-11) | Parciales: 22-23, 18-28, 26-24, 30-21 (T.E.: 9-11)                                 |                                      |  |  |
|                              | Estadísticas Yi Jianlian 31 Yi Jianlian 24 Emmanuel Mudiay 8 | Reporte Pts Reb Asts                               | Estadísticas Stephon Marbury 38 Randolph Morris 15 Sun Yue, Stephon Marbury 3 each | Pabellón: MasterCard Center, Beijing |  |  |
| Beijing gana las series, 3-1 |                                                              |                                                    |                                                                                    |                                      |  |  |
|                              |                                                              |                                                    |                                                                                    |                                      |  |  |

### (2) Liaoning Flying Leopards vs. (3) Qingdao Eagles
| 26 de febrero | Liaoning Flying Leopards                               | 106–95                                | Qingdao Eagles                                                 |                                     |  |
| 7:35 p. m.    | Parciales: 26-32, 23-32, 26-17, 31-14                  | Parciales: 26-32, 23-32, 26-17, 31-14 | Parciales: 26-32, 23-32, 26-17, 31-14                          |                                     |  |
|               | Estadísticas Lester Hudson 39 Han Dejun 10 Guo Ailun 7 | Reporte Pts Reb Asts                  | Estadísticas Justin Dentmon 40 Hamed Haddadi 9 Hamed Haddadi 5 | Pabellón: Guoxin Gymnasium, Qingdao |  |

| 28 de febrero | Qingdao Eagles                        | 103–112                               | Liaoning Flying Leopards              |                                     |  |
| 7:35 p. m.    | Parciales: 22-22, 25-30, 28-30, 28-30 | Parciales: 22-22, 25-30, 28-30, 28-30 | Parciales: 22-22, 25-30, 28-30, 28-30 |                                     |  |
|               |                                       | Reporte                               |                                       | Pabellón: Benxi Gymnasium, Liaoning |  |

| 2 de marzo                    | Qingdao Eagles                        | 110–129                               | Liaoning Flying Leopards              |                                     |  |  |
| 7:35 p. m.                    | Parciales: 29-27, 27-31, 31-37, 23-34 | Parciales: 29-27, 27-31, 31-37, 23-34 | Parciales: 29-27, 27-31, 31-37, 23-34 |                                     |  |  |
|                               |                                       | Reporte                               |                                       | Pabellón: Benxi Gymnasium, Liaoning |  |  |
| Liaoning gana las series, 3-0 |                                       |                                       |                                       |                                     |  |  |
|                               |                                       |                                       |                                       |                                     |  |  |

## Finales

### (2) Liaoning Flying Leopards vs. (4) Beijing Ducks
| 10 de marzo | Beijing Ducks | 103–84 | Liaoning Flying Leopards |                                     |
| 7:35 p. m.  |               |        |                          |                                     |
|             |               |        |                          | Pabellón: Benxi Gymnasium, Liaoning |

| 12 de marzo | Beijing Ducks | 94–108 | Liaoning Flying Leopards |                                     |
| 7:35 p. m.  |               |        |                          |                                     |
|             |               |        |                          | Pabellón: Benxi Gymnasium, Liaoning |

| 15 de marzo | Liaoning Flying Leopards | 109–108 | Beijing Ducks |                                      |
| 7:35 p. m.  |                          |         |               |                                      |
|             |                          |         |               | Pabellón: MasterCard Center, Beijing |

| 17 de marzo | Liaoning Flying Leopards | 110–111 | Beijing Ducks |                                      |
| 8:00 p. m.  |                          |         |               |                                      |
|             |                          |         |               | Pabellón: MasterCard Center, Beijing |

| 19 de marzo | Liaoning Flying Leopards | 93–105 | Beijing Ducks |                                      |
| 7:35 p. m.  |                          |        |               |                                      |
|             |                          |        |               | Pabellón: MasterCard Center, Beijing |

| 22de marzo                    | Beijing Ducks | 106–98 | Liaoning Flying Leopards |                                     |  |  |
| 7:35 p. m.                    |               |        |                          |                                     |  |  |
|                               |               |        |                          | Pabellón: Benxi Gymnasium, Liaoning |  |  |
| Beijing Gana Finales CBA, 4-2 |               |        |                          |                                     |  |  |
|                               |               |        |                          |                                     |  |  |

## Líderes estadísticos

### Estadísticas individuales
| Categoría                     | Jugador         | Equipo                   | Estadística |
| ----------------------------- | --------------- | ------------------------ | ----------- |
| Puntos por partido            | Errick McCollum | Zhejiang Golden Bulls    | 39.6        |
| Rebotes por partido           | Charles Gaines  | Zhejiang Golden Bulls    | 16.4        |
| Asistencias por partido       | Dominique Jones | Jilin Northeast Tigers   | 8.3         |
| Robos por partido             | Lester Hudson   | Liaoning Flying Leopards | 3.32        |
| Tapones por partido           | Zhou Qi         | Xinjiang Flying Tigers   | 3.4         |
| Pérdidas de balón por partido | Michael Beasley | Shanghai Sharks          | 4.76        |
| Triple-dobles                 | Lester Hudson   | Liaoning Flying Leopards | 5           |

### Estadísticas de equipo
| Categoría                     | Equipo                    | Estadística |
| ----------------------------- | ------------------------- | ----------- |
| Puntos por partido            | Guangdong Southern Tigers | 116.6       |
| Rebotes por partido           | Shanghai Sharks           | 47.6        |
| Asistencias por partido       | Liaoning Flying Leopards  | 21.3        |
| Robos por partido             | Jiangsu Dragons           | 11.3        |
| Tapones por partido           | Shanghai Sharks           | 4.8         |
| Pérdidas de balón por partido | Shanghai Sharks           | 18.5        |
| Faltas por partido            | Zhejiang Golden Bulls     | 28.7        |
| TC%                           | Guangdong Southern Tigers | 53.3%       |
| TL%                           | Foshan Long-Lions         | 79.9%       |
| 3P%                           | Guangdong Southern Tigers | 40.8%       |

## Galardones
| Premio                   | Jugador         | Equipo                    | Ref   |
| ------------------------ | --------------- | ------------------------- | ----- |
| MVP local de la CBA      | Yi Jianlian     | Guangdong Southern Tigers |       |
| MVP extranjero de la CBA | Lester Hudson   | Liaoning Flying Leopards  | [ 1 ] |
| MVP de las Finales       | Stephon Marbury | Beijing Ducks             | [ 2 ] |